# Kabinett Guebuza II

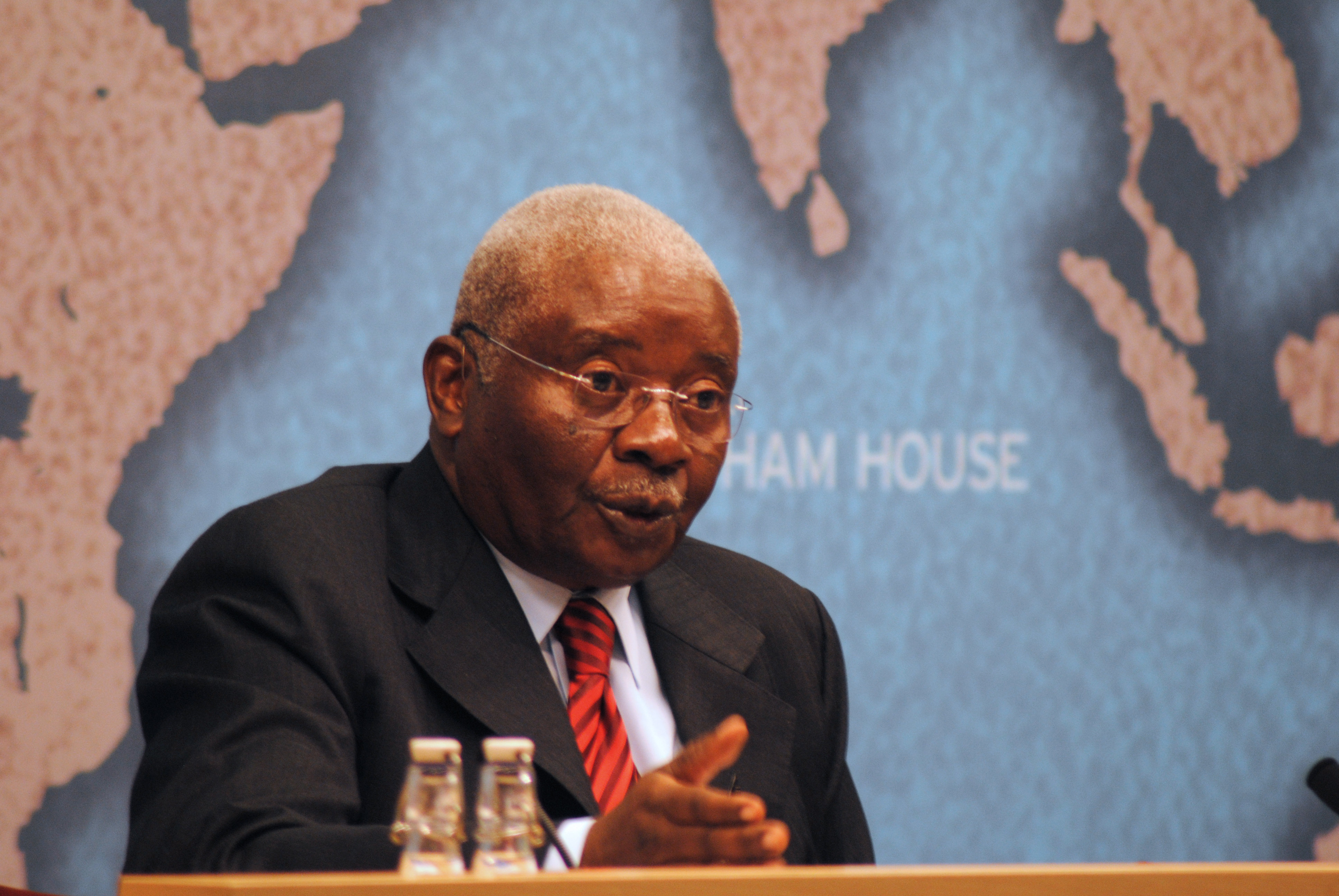
Armando Guebuza

Als Kabinett Guebuza II wird das zweite Ministerkabinett des dritten Staatspräsidenten Mosambiks, Armando Guebuza, bezeichnet. Guebuza war bei der Präsidentschaftswahl am 28. Oktober 2009 mit großer Mehrheit bestätigt worden, sodass dieser seine Regierung fortsetzen konnte. Guebuza und sein Kabinett wurden am 18. Januar 2010 vor dem Verfassungsrat (Conselho Constitucional) vereidigt. Er nominierte sein Kabinett noch am gleichen Tag, wobei es nur wenige Veränderungen zum vorherigen Kabinett gab. Es war bis zum 19. Januar 2015 im Amt.

## Zusammensetzung
| Amt                                                                                                  | Name                                      | Partei |
| --- | ----------------------------------------- | ------ |
| Staatspräsident                                                                                      | Filipe Nyusi                              |        |
| Premierminister                                                                                      | Aires Ali                                 |        |
| Ministerium für Finanzen                                                                             | Manuel Chang                              |        |
| Ministerium für Finanzen                                                                             | Pedro Conceição Couto (stlv.)             |        |
| Ministerium für auswärtige Angelegenheiten und Zusammenarbeit                                        | Oldemiro Balói                            |        |
| Ministerium für auswärtige Angelegenheiten und Zusammenarbeit                                        | Henrique Alberto Banze (stlv.)            |        |
| Ministerium für auswärtige Angelegenheiten und Zusammenarbeit                                        | Eduardo José Baciao Koloma (stlv.)        |        |
| Ministerium für Inneres                                                                              | José Condungua Pacheco                    |        |
| Ministerium für Inneres                                                                              | José de Jesus Mateus Pedro Mandra (stlv.) |        |
| Ministerium für nationale Verteidigung                                                               | Filipe Nyusi                              |        |
| Ministerium für nationale Verteidigung                                                               | Agostinho Mondlane (stlv.)                |        |
| Ministerium für Planung und Entwicklung                                                              | Aiuba Cuereneia                           |        |
| Ministerium für Planung und Entwicklung                                                              | Maria José Lucas (stlv.)                  |        |
| Ministerium für staatliche Verwaltung                                                                | Carmelita Namashulua                      |        |
| Ministerium für staatliche Verwaltung                                                                | José Tsambe (stlv.)                       |        |
| Ministerium für Verkehr und Kommunikation                                                            | Paulo Zucula                              |        |
| Ministerium für Landwirtschaft                                                                       | Soares Bonhaza Nhaca                      |        |
| Ministerium für Landwirtschaft                                                                       | António Raul Limbau (stlv.)               |        |
| Ministerium für Bildung                                                                              | Zeferino de Alexandre Martins             |        |
| Ministerium für Bildung                                                                              | Arlindo Chilundo (stlv.)                  |        |
| Ministerium für Bildung                                                                              | Augusto Jone Luís (stlv.)                 |        |
| Ministerium für Bildung                                                                              | Leda Hugo (stlv.)                         |        |
| Ministerium für Arbeit                                                                               | Maria Helena Taipo                        |        |
| Ministerium für natürliche Ressourcen                                                                | Esperança Laurinda Francisco Nhiuane Bias |        |
| Ministerium für natürliche Ressourcen                                                                | Abdul Razak Noormahomed (stlv.)           |        |
| Ministerium für Energie                                                                              | Salvador Namburete                        |        |
| Ministerium für Energie                                                                              | Jaime Himede (stlv.)                      |        |
| Ministerium für Tourismus                                                                            | Fernando Sumbana Jr.                      |        |
| Ministerium für Tourismus                                                                            | Rosário Mualeia (stlv.)                   |        |
| Ministerium für Industrie und Handel                                                                 | António Fernando                          |        |
| Ministerium für Industrie und Handel                                                                 | Kenneth Viagem Marizane (stlv.)           |        |
| Ministerium für Gesundheit                                                                           | Paulo Ivo Albasini Teixeira Garrido       |        |
| Ministerium für Koordination von Umweltangelegenheiten                                               | Alcinda Abreu                             |        |
| Ministerium für Koordination von Umweltangelegenheiten                                               | Ana Paulo Samo Gudo Chichava (stlv.)      |        |
| Ministerium für öffentliche Bauten und Wohnen                                                        | Cadmiel Filiane Muthemba                  |        |
| Ministerium für öffentliche Bauten und Wohnen                                                        | Carvalho Muária (stlv.)                   |        |
| Ministerium für Wissenschaft und Technologie                                                         | Venâncio Simão Massingue                  |        |
| Ministerium für den öffentlichen Dienst                                                              | Vitória Diogo                             |        |
| Ministerium für den öffentlichen Dienst                                                              | Abdurremane Lino de Almeida (stlv.)       |        |
| Ministerium für Justiz                                                                               | Maria Benvinda Levy                       |        |
| Ministerium für Justiz                                                                               | Alberto Hawa Januário Nkutumula (stlv.)   |        |
| Ministerium für Fischerei                                                                            | Victor Manuel Borges                      |        |
| Ministerium für Fischerei                                                                            | Gabriel Serafim Muthisse (stlv.)          |        |
| Ministerium für Kultur                                                                               | Armando Artur João                        |        |
| Ministerium für Frauen und Soziales                                                                  | Iolanda Cintura                           |        |
| Ministerium für Frauen und Soziales                                                                  | Virgílio Feliciano Mateus (stlv.)         |        |
| Ministerium für die ehemaligen Widerstandskämpfer                                                    | Mateus Óscar Kida                         |        |
| Ministerium für die ehemaligen Widerstandskämpfer                                                    | Marcelino Liphola (stlv.)                 |        |
| Ministerium für Jugend und Sport                                                                     | Pedrito Fuleda Caetano                    |        |
| Ministerium für Jugend und Sport                                                                     | Carlos José Castro de Sousa (stlv.)       |        |
| Präsidialamtsminister                                                                                | António Correia Fernandes Sumbana         |        |
| Ministerin für Angelegenheiten des Parlaments, der Gemeinde- und Provinzparlamente (im Präsidialamt) | Adelaide Amurane                          |        |
| Minister soziale Angelegenheiten (im Präsidialamt)                                                   | Feliciano Salomão Gundana                 |        |